# Romano Pontifici eligendo
Romano Pontifici eligendo byla apoštolská konstituce upravující volbu papežů, kterou vyhlásil papež Pavel VI. 1. října 1975. Zavedla řadu dalekosáhlých reforem v procesu volby papežů. Stanovila maximální počet volitelů na 120 a ve formálnějším kontextu znovu potvrdila již dříve zavedené pravidlo, že se volby papeže nemohou účastnit kardinálové starší 80 let. 
Tato konstituce byla nahrazena konstitucí Universi Dominici gregis.

## Ustanovení
V listopadu 1970 papež Pavel v dokumentu Ingravescentem aetatem zakázal kardinálům starším osmdesáti let účastnit se papežského konkláve při volbě papeže. Tato nová apoštolská konstituce toto pravidlo začlenila v souvislosti se stanovením pravidel pro organizaci konkláve.
V březnu 1973 papež Pavel během konzistoře, která měla ustanovit nové kardinály, diskutoval o plánech na úpravu procedur pro papežské volby, včetně omezení počtu volitelů na 120 a přidání patriarchů církví východního obřadu jako volitelů, i když nejsou kardinály, a vedení biskupské synody. Všechny tyto myšlenky až na jednu opustil a v této apoštolské konstituci stanovil maximální počet kardinálů volitelů na 120. Když jeho osmdesátiletý limit vstoupil 1. ledna 1971 v platnost, bylo 102 kardinálů, kteří se mohli účastnit konkláve. 
Papež Pavel také zavedl přísná pravidla pro fyzickou organizaci konkláve, včetně požadavku, aby byla okna Sixtinské kaple zatlučená. Během dvou konkláve v roce 1978 se kardinálům tato omezení zdála přílišná a papež Jan Pavel II. od nich upustil ve své apoštolské konstituci Universi Dominici gregis (1996). 
Papež Pavel byl po svém zvolení v červnu 1963 korunován, ale v listopadu 1964 od nošení papežské tiáry upustil, nicméně v této apoštolské konstituci napsal, že po zvolení bude následovat korunovace. Jeho bezprostřední nástupci Jan Pavel I. a Jan Pavel II. se rozhodli korunovaci neprovádět a Jan Pavel II. se o korunovaci nezmínil, když v roce 1996 revidoval proces volby.